# Anamizu
Anamizu (Japans: 穴水町, -machi) is een gemeente in het district Hosu, van de  prefectuur Ishikawa, Japan.
Anamizu ligt aan de zuidoostelijke kustlijn van het schiereiland Noto, met uitzicht op een inham van de Japanse Zee in het oosten en zuiden. Delen van de gemeente liggen binnen de grenzen van het nationaal park Noto Hantō Quasi.
In 2008 telde de gemeente 10.193 inwoners. De bevolkingsdichtheid bedraagt 55,63 inw./km². De oppervlakte van de gemeente is 183,24 km².

## Aardbevingen van 1 januari 2024
Op 1 januari 2024, om 16:10, vond er een zware aardbeving plaats in het noorden van het schiereiland Noto. Deze aardbeving had bij Shika een sterkte van 7,6 op de schaal van Richter. De aardbeving werd om 16:18 gevolgd door een naschok van 6,1 bij Anamizu en Nanao en om 16:56 door een naschok van 5,8 bij Anamizu.